# Magnolia Antonino
Magnolia Welborn-Antonino (Balaoan, 14 december 1915 - 22 juli 2010) was een Filipijns politicus.

## Biografie
Magnolia Antonino werd geboren op 14 december 1915 in Balaoan in de Filipijnse provincie La Union. Haar ouders waren George Welborn en Hipolita Rodriguez. Na het doorlopen van de La Union Highschool voltooide ze in 1934 de Philippine Normal School. Nadien gaf ze les in huishoudkunde, werkte ze als hoofddocent op het Bureau of Education en was ze van 1936 tot 1941 huishoudkunde-supervisor in Misamis Occidental. Na de oorlog werkte ze in het zakenleven, waar ze belangrijke functies bekleedde binnen de Western Mindanao Lumber Co. en de Mindanao Development Co. Ook was ze algemeen manager van G. E. Antonino, Inc. en directeur van de Philippine Commercial and Industrial Bank en van de Luzon Cement Group.
In 1965 werd Antonino namens het 1e kiesdistrict van La Union gekozen tot lid van het Filipijns Huis van Afgevaardigden. Twee jaar later verving ze haar echtgenoot Gaudencio Antonino, bij de Senaatsverkiezingen van 1967, toen hij in de aanloop naar de verkiezingen om het leven kwam bij een helikoptercrash. Haar termijn kwam in 1972 vroegtijdig ten einde door de opheffing van de Senaat kort na het uitroepen van de staat van beleg door president Ferdinand Marcos. 
Antonino overleed in 2010 op 94-jarige leeftijd. Ze was getrouwd met Gaudencio Antonino en kreeg met hem vier zonen: Arthur, Adelbert, Gaudencio jr. en Rodolfo. Haar kleindochter Darlene Antonino-Custodio was afgevaardigde namens de stad General Santos.